# 1280 en santé et médecine
| Années de la santé et de la médecine : 1277 - 1278 - 1279 - 1280 - 1281 - 1282 - 1283    |
| Décennies de la santé et de la médecine : 1250 - 1260 - 1270 - 1280 - 1290 - 1300 - 1310 |

Cet article présente les faits marquants de l'année 1280 en santé et médecine.

## Fondations

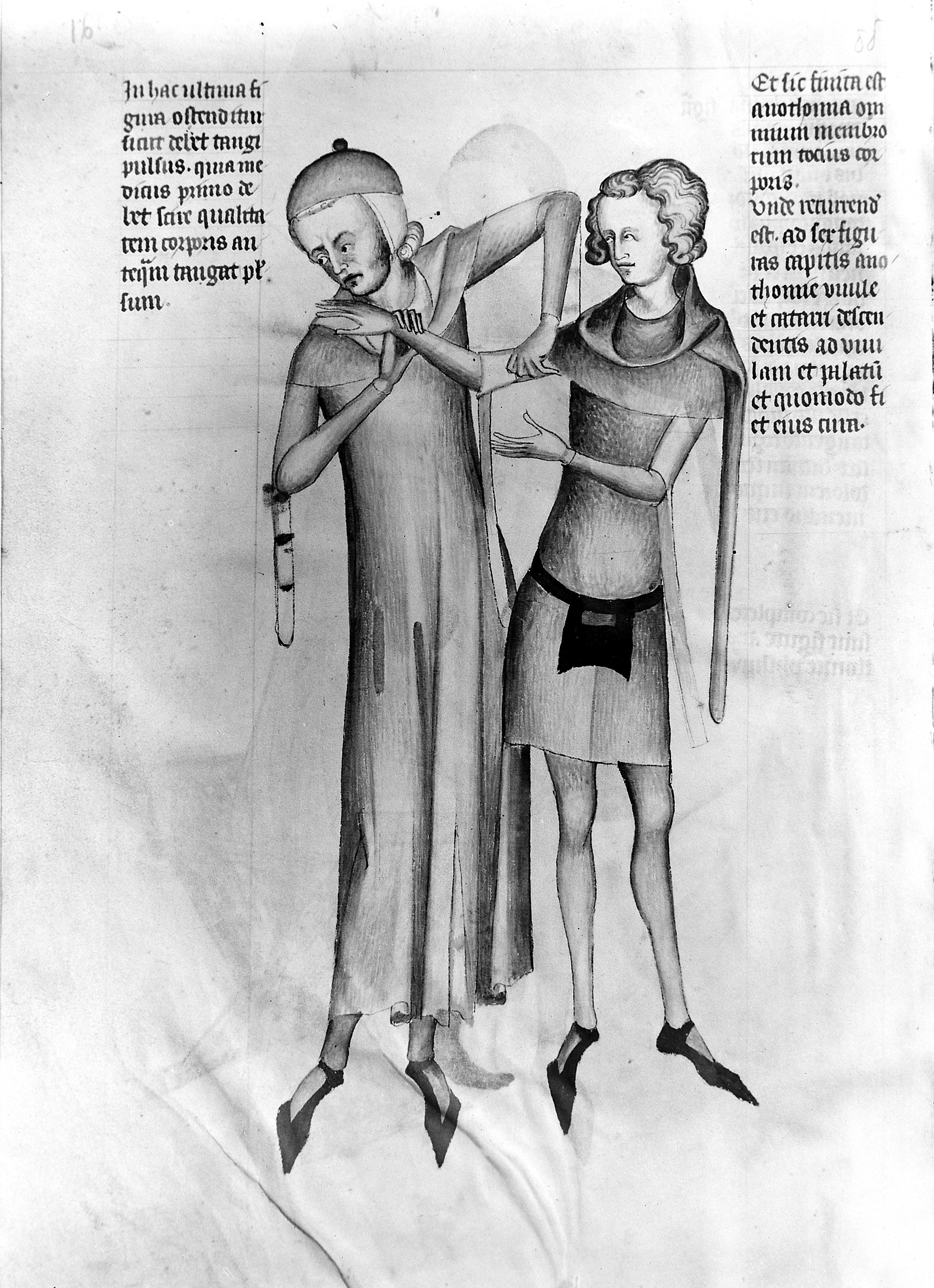
Guido da Vigevano Figures anatomiques « Prise du pouls » (1345)

- L'hôpital de Saint-Pons, dans le Languedoc, est mentionné dans une charte des libertés et franchises de la ville[1].

- Vers 1280
  - Guillaume de La Roue, évêque du Puy, fonde trois léproseries, au Chambon, à Yssingeaux et à Monistrol, dans le Velay[2].
  - Fondation à Schletstadt, ville d'Empire, d'une « maison des pauvres et des malades » (pauperum et infirmorum hospitalis[3],[4]).

## Naissances
- Isaac ben Moïse, surnommé Ishtori Ha-Farhi (mort en 1355), géographe et médecin tossafiste, élève de l'astronome, médecin et traducteur Jacob ben Makhir[5].
- Vers 1270-1280 : Muhammad al-Shafra (es) (mort en 1360), chirurgien arabe, né en Espagne, probablement à Crevillente[6],[7].
- Vers 1280 :
  - Dino del Garbo (mort en 1327), médecin italien, professeur à Bologne, Padoue, Florence et Sienne, élève de Thaddée de Florence, fils du chirurgien Bono del Garbo et père du médecin Thomas del Garbo[8].
  - Matteo Silvatico (mort au plus tôt en 1342), médecin et botaniste italien[9].
  - John de Bassolis (mort en 1347), théologien, disciple de Dun Scot, et peut-être docteur en médecine de l'université de Paris[10],[11].
  - Guy de Vigevano (mort au plus tôt en 1349), médecin, anatomiste et ingénieur militaire italien[12].
  - Jean de Gaddesden (mort en 1361), médecin anglais, auteur de la Rosa medicinae, traité de médecine achevé en 1307[13].
- Vers 1280-1290 : Gentile da Foligno (mort en 1348), médecin et philosophe italien[14].

## Décès
- 15 novembre : Albert le Grand (né vers 1200), frère dominicain, médecin, philosophe, théologien, naturaliste et chimiste allemand[15].
- Chen Wenzhong (né en 1211), « le plus célèbre pédiatre chinois de son temps »,  auteur en 1253 du  Xiao Er Bing Yuan Fang Lun, traité sur « les causes et le traitement des maladies infantiles[16],[17] ».
- Après 1275 (probablement entre 1280 et 1285) : Guillaume de Salicet (né en 1210), moine dominicain  et médecin lombard[18].

- Après 1280 : Nicolas Myrepsos[19] (né à une date inconnue), médecin byzantin, auteur de l'Antidotarium Nicolai, traité de pharmacie qui fera autorité jusqu'à la fin du XVIIe siècle[20].